# Осовинска окупација Грчке
Окупација Грчке од стране сила Осовине (грч. Η Κατοχή, I Katochi, 'окупација') започела је у априлу 1941. године након што је Немачка напала Грчку како би помогла свом савезнику, фашистичкој Италији, која је ратовала са савезничком Грчком од октобра 1940. Након освајања Крита, читава Грчка била је окупирана до јуна 1941. Окупација копна трајала је све док Немачка и њен савезник Бугарска нису били принуђени да се повуку под притиском савезника почетком октобра 1944. Међутим, немачки гарнизони су и даље имали контролу над Критом и неким егејским острвима до краја Другог светског рата у Европи, предајући их у мају и јуну 1945.
Фашистичка Италија је у почетку објавила рат и напала Грчку у октобру 1940, али је Хеленска војска успела да потисне окупаторске снаге у суседну Албанију, тадашњем италијанском протекторату. Нацистичка Немачка интервенисала је у име свог савезника у јужној Европи. Док је већи део хеленске војске био дислоциран на албанском фронту како би се одбранио од немилосрдних италијанских контранапада, брза немачка блицкриг кампања започела је у априлу 1941. године, а до јуна (са освајањем Крита) Грчка је поражена и окупирана. Грчка влада је отишла у егзил, а у земљи је основана марионетска влада. Територија Грчке била је подељена на окупационе зоне које су водиле силе Осовине, а Немци су сами управљали најважнијим регионима земље, укључујући Атину, Солун и стратешка Егејска острва. Остале регије земље добили су немачки партнери, Италија и Бугарска.
Окупација је уништила грчку економију и донела страшне потешкоће грчком цивилном становништву. У већем делу Грчке уништена је индустрија (80% уништено), инфраструктура (28% уништено), луке, путеви, железница и мостови (90%), шуме и други природни ресурси (25%) и губитак цивилног живота (7.02–11.17% становништва). Преко 40 000 цивила умрло је само у Атини од глади, а још десетине хиљада умрло је од одмазде нациста и сарадника.
Грчко јеврејско становништво готово је истребљено. Од предратног становништва које је бројало око 77.000, само око 12.000 је преживело, било придруживањем отпору или скривањем. Већина умрлих депортована је у логор Аушвиц, док су они у Тракији, под бугарском окупацијом, послати у логор Треблинка. Италијани нису депортовали Јевреје који су живели на територији под њиховом контролом, али када су је Немци преузели, депортовани су и Јевреји који су тамо живели.
У исто време формиран је и грчки покрет отпора. Те групе отпора су покренуле герилске нападе на окупаторске силе, бориле се против колаборационистичких батаљона безбедности и успостављале шпијунске мреже. Крајем 1943. групе отпора почеле су да се међусобно боре. Када је у октобру 1944. дошло до ослобађања копна, Грчка је била у стању политичке поларизације, што је убрзо довело до избијања Грчког грађанског рата. Грађански рат који је уследио пружио је прилику многим истакнутим нацистичким сарадницима не само да избегну казну (због свог антикомунизама), већ и да на крају постану владајућа класа послератне Грчке, након комунистичког пораза.
Грчки покрет отпора убио је 21.087 војника Осовине (17.536 Немаца, 2.739 Италијана, 1.532 Бугара) и заробио 6.463 (2.102 Немца, 2.109 Италијана, 2.252 Бугара), и имао губитак од 20.650 грчких партизана и непознати број заробљених.

## Пад Грчке
У раним јутарњим сатима 28. октобра 1940, италијански амбасадор Еммануел Граци пробудио је грчког премијера Јоаниса Метаксаса и поднео му ултиматум. Метаксас је одбио ултиматум и италијанске снаге напале су Грчку из свог протектората Албаније три сата касније. (Годишњица одбијања ултиматума сада је државни празник у Грчкој.) Италијански премијер Бенито Мусолини покренуо је инвазију делом да би доказао да Италијани могу да парирају немачким војним успесима, а делом зато што је сматрао да југоисточна Европа лежи у сфери Италије. утицаја.
Хеленска војска се показала као страховит противник и успешно је експлоатисала планински терен Епира. Хеленске снаге су извршиле контранапад и приморале Италијане на повлачење. До средине децембра, Грци су заузели скоро четвртину Албаније, пре него што су италијанска појачања и оштра зима зауставили грчко напредовање. У марту 1941. године велики италијански контранапад није успео. Почетни пораз италијанске инвазије сматра се првом савезничком победом на копну у Другом светском рату, иако је због немачке интервенције на крају резултирала победом Осовине. Петнаест од 21 грчке дивизије било је распоређено против Италијана, тако да се само шест дивизија суочило са нападом немачких трупа на „Метаксасовој линији“ (близу границе између Грчке и Југославије / Бугарске) током првих дана априла. Грчка је добила помоћ од трупа Британског Комонвелта, пресељених из Либије по наређењу Винстона Черчила.
Немачка је 6. априла 1941. године прискочила у помоћ Италији и напала Грчку преко Бугарске и Југославије. Грчке и британске трупе Комонвелта узвратиле су ударац, али су биле свладане. 20. априла, након престанка грчког отпора на северу, бугарска војска је ушла у грчку Тракију, без испаљеног метка, са циљем да поврати свој излаз на Егејско море у Западној Тракији и источној Македонији. Бугари су заузели територију између реке Струме и линије разграничења која је пролазила кроз Александруполи и Свиленград западно од реке Марице. Грчка престоница Атина пала је 27. априла, а до 1. јуна, након заузимања Крита, цела Грчка је била под окупацијом Осовине. После инвазије краљ Ђорђе II је побегао, прво на Крит, а затим у Каиро. Из Атине је владала номинално грчка десничарска влада, али била је окупаторска марионета.

## Тројна окупација
Окупирана Грчка била је подељена између Немачке, Италије и Бугарске. Немачке снаге заузеле су стратешки најважнија подручја, наиме Атину, Солун са Средишњом Македонијом и неколико егејских острва, укључујући и већи део Крита. У почетку су немачком зоном управљали амбасадор Гинтер Алтенбург из немачког Министарства спољних послова и фелдмаршал Вилхелм Лист. Од 1942, немачком окупационом зоном владао је дуумвират опуномоћеника за Југоисточну Европу, Херман Нојбахер, и фелдмаршал Александер Лер. У септембру – октобру 1943, Јирген Строп, новоименовани виши вођа СС полиције, покушао је да оспори дуумвират Нојбахер-Лер и брзо је отпуштен након мање од месец дана на послу. Валтер Шимана је заменио Строопа на месту вишег вође СС полиције у Грчкој и успео је да успостави бољи радни однос са дуумвиратом Нојбахер-Лер.
Источна Македонија и Тракија дошле су под бугарску окупацију и припојене Бугарској, која је дуго полагала право на ове територије. Преостале две трећине Грчке заузела је Италија, са јонским острвима која су била директно под управом италијанских територија. Гроф Пелегрино Гиђи заступао је италијанске интересе код грчке владе, док је генерал Карло Ђелосо командовао 11. армијом која је окупирала Грчку. Односи између Немаца и Италијана нису били добри и често је долазило до сукоба између немачких и италијанских војника. Немачка политика била је да снажно обесхрабри односе између немачких војника и Гркиња, јер су се немачки лидери плашили мешања између Немаца и (према нацистичком становишту) расно „инфериорних“ Грка. Супротно томе, Италијани нису имали такве инхибиције, што је стварало проблеме међу официрима Вермахта и СС-а. Немачки официри често су се жалили да су Италијани више заинтересовани за вођење љубави него за ратовање и да Италијани немају „чврстину“ да воде кампању против грчке гериле, јер су многи италијански војници били у везама са Гркињама. Након италијанске капитулације у септембру 1943. године, италијанску зону су преузели Немци, који су често нападали италијанске гарнизоне. Британци су покушали да искористе италијанску предају како би поново ушли у Егејско море, што је довело до битке за Додеканезе.

### Немачка окупацијона зона

#### Економско искоришћавање и Велика глад
Грчка је тешко страдала током окупације. Економија земље је већ била уништена од шестомесечног рата, а потом је уследила немилосрдна економска експлоатација од стране нациста. Заплењене су сировине и намирнице, а колаборационистичка влада била је присиљена платити трошкове окупације, што је довело до инфлације. Будући да одлив сировина и производа из Грчке ка Немачкој није надокнађен немачким плаћањима, дошло је до значајних неравнотежа на рачунима поравнања у Грчкој националној банци. У октобру 1942. основано је трговачко предузеће ДЕГРИГЕС, два месеца касније, грчка колаборациона влада била је принуђена да се сложи да баланс третира као зајам без камате који треба да се отплати по завршетку рата. На крају рата, овај принудни зајам износио је 476 милиона рајхсмарака (еквивалентно 2 милијарди евра).
Хитлерова политика према економији окупиране Грчке названа је „Вергелтунгсмаснахме“ или, отприлике, „мере одмазде“, при чему је „одмазда“ уследила због тога што је Грчка изабрала погрешну страну, додатно мотивисана жељом да се опљачка највећи део пре него што би га преузели Италијани. Групе економских саветника, бизнисмена, инжењера и руководилаца фабрика дошле су из Немачке са задатком да заплене све што сматрају економски вредно, при чему су у операцију били укључени и Министарство привреде и Министарство спољних послова, ти људи нису били конкуренција само Италијанима за пљачку земље, већ и једни другима. Примарни задатак, међутим, био је проналажење што више хране за издржавање немачке војске. Реквизиције окупаторских сила и пука пљачка, пад пољопривредне производње услед ратних поремећаја, квар дистрибутивних мрежа у земљи услед комбинације оштећења инфраструктуре, крах централне владе и фрагментација земље у рукама Осовине, довела је до озбиљног недостатка хране у главним урбаним центрима током зиме 1941–1942. С обзиром на то да је и у мирно време Грчка била зависна од увоза пшенице како би покрила око трећину својих годишњих потреба, савезничка блокада Европе којом су доминирали Немци додатно је погоршала ситуацију стварајући услове за „Велику глад" (грч. Μεγάλος Λιμός): само на ширем подручју Атине–Пиреја, око 40.000 људи умрло је од глади, а до краја окупације „процењено је да је укупно становништво Грчке [...] смањено за 300.000 због глади или неухрањеност "(П. Воглис).
Помоћ је испрва долазила из неутралних земаља попут Шведске и Турске, али огромна већина хране завршила је у рукама владиних званичника и трговаца на црном тржишту који су користили везу са властима Осовине да „купе“ помоћ од њих, а затим га продају очајном становништву по изузетно надувеним ценама. Велика патња и притисак прогнане грчке владе на крају су натерали Британце да делимично повуку блокаду, а од лета 1942. канадска пшеница је почела да се дистрибуира под покровитељством Црвеног крста. Од 7,3 милиона становника 1941. године у земљи, процењује се да је у потпуности 2,5 милиона примило ову помоћ, од којих је половина живела у Атини. Иако је ова помоћ ублажила опасност од глади у градовима, мало је помоћи стигло до села која су свој властити период глади искусила током 1943–1944. Пораст оружаног отпора резултирао је великим антипартизанским кампањама широм широм од стране Осовине, што је довело до великог паљења села, уништавања поља или масовних погубљења као одмазде за герилске нападе. Као што пише П. Воглис, немачки замах је „[претворио] производна подручја у спаљена поља и опљачкана села, а богате провинцијске градове у избегличка насеља".

### Италијанска окупациона зона
Италијани су заузели главнину грчког копна и већину острва. Иако је у Риму, изнето неколико предлога за територијалну анексију, ниједан није спроведен током рата. То је било због притиска италијанског краља, Емануелеа III, и Немаца, који су били забринути због додатног противљења грчког становништва, које се већ оштро противило бугарским анексијама. Штавише, већи део овог предложеног „новог Римског царства“ у Грчкој састојао се од сиромашних руралних подручја. Такви циљеви нису имали стратешког ни политичког смисла. Ипак, на Јонским острвима, која су дуго била мета италијанског експанзионизма, и на Кикладима, грчке цивилне власти заменили су Италијани у припреми за послератну анексију. Међутим, никада није објављена формална најава анексије, а ова острва су остала у комуникацији са Атином.
Италијанска политика је обећала да ће регион Чамерија (Теспротија и Превеза) на северозападу Грчке бити додељен Албанији након завршетка рата. Како је постављена таква локална администрација формиране су и оружане групе међу члановима локалне заједнице албанских Чама. У почетку, барем сарадња није била једнократни избор. Муслиманске заједнице следиле су другачију политику у зависности од околности, наизменично између колаборације, неутралности и, ређе, отпора. Албанска и грчка заједница мењале су стране у зависности од погодности. Уместо тога, догађаји су били део циклуса крвних освета између локалних заједница због питања везаних за власништво над земљом, државну политику, секташка непријатељства, личне освете и потребу да се стане на страну у хаотичној ситуацији, која је национализована тек током рата. Неки Чами, иако је већина њихове елита сарађивала са Осовином, на крају рата постали су део мешовитог батаљона ЕАМ, али нису имали прилику да дају било какав значајан допринос против Немаца. После рата, Специјални суд за колаборационисте у Јањину осудио је, у одсуству, 2.109 чамских сарадника Осовине на смрт. Међутим, ратни злочини су остали некажњени пошто су злочинци већ побегли у иностранство.
Део влашке (арманске) у планинама Пинда и западној Македонији такође је сарађивао из различитих разлога са окупатором. Италијанске окупационе снаге дочекане су у неким арманским селима као ослободиоци, а Армани су нудили своје услуге водича или тумача у замену за ситне повољности. За време Алкибијада Дијамандија проглашена је проиталијанска Пиндска кнежевина, а 2.000 мештана придружило се Дијамантисовој римској легији, док је Николаос Матузис имао своју чету арманских следбеника који су вршили рације у служби италијанских одељења. Већина локалних Армана није подржавала Дијамантисову визију арманске државе у Пинду и већина је остала лојална грчкој нацији, али неки су ипак сарађивали због латентних прорумунских осећања или беса према грчкој влади или њеним војним властима. Легија се распала 1942. године одласком Италијана, а већина њених вођа побегла је у Румунију или грчке градове. Већина активних чланова осуђени су у одсуству као ратни злочинци, али током Грчког грађанског рата у многим случајевима њихови поступци су заборављени и многи су се активно борили за владу против комунистичке гериле.
У поређењу са друге две зоне, италијански окупациони режим био је релативно благ, што се види из релативно малог броја погубљења и злочина почињених у италијанској окупационој зони у поређењу са зверствима и погубљењима почињеним у немачкој и бугарској зони. Даље, за разлику од Немаца, осим неких локалних команданата, италијанска војска је штитила Јевреје у њиховој зони. Немци су наводно били узнемирени јер Италијани нису штитили само Јевреје на својој територији, већ и у деловима окупиране Француске, Грчке, Балкана и другде, где су штитили и локално јеврејско становништво. Дана 13. децембра 1942. године, Јозеф Гебелс, Хитлеров министар пропаганде, записао је у свом дневнику, "Италијани су изузетно лабави у опхођењу са Јеврејима. Они штите италијанске Јевреје у Тунису и у окупираној Француској и не терају их на посао и не приморавају их да носе Давидову звезду. Ово још једном показује да они фашизам заправо не спроводе у потпуности, и су врло површни у погледу решавања проблема од виталног значаја."
Понекад су се догодиле значајне масовне репресалије, попут масакра у Доменикону у којем је убијено 150 грчких цивила. Како су контролисали већи део села, Италијани су се први суочили са растућим покретом отпора 1942–1943. До средине 1943. године Отпор је успео да протера неколико италијанских гарнизона из неких планинских подручја, укључујући неколико градова, стварајући ослобођене зоне („Слободна Грчка“). Након италијанског примирја у септембру 1943. италијанску зону су преузели Немци. Као резултат, у њој су спровођене немачке антиспартијске и антисемитске политике.

### Бугарска окупациона зона
Бугарска војска ушла је у Грчку 20. априла 1941. године за петама Вермахта. Бугарска окупациона зона обухватала је североисточни угао грчког копна и острва Тасос и Самотраку односно данашњи регион Источне Македоније и Тракије, осим префектуре Еврос, (на грчко-турској граници) коју су због своје стратешке вредности, задржали Немци, упркос бугарским протестима. За разлику од Немачке и Италије, Бугарска је званично анектирала окупиране територије, које су дуго биле мета бугарског национализма. Источна Македонија и Тракија биле су део Османског царства до 1913. године, када су постале део Бугарске, после Балканских ратова. Шест година касније, 1919. године, након завршетка Првог светског рата, анектирала их је Грчка, након потписивања Нејског мировног уговора (Грчка је била на победничкој страни Првог светског рата, док је Бугарска била на губитничкој).
У бугарској окупационој зони бугарска политика је била политика истребљења, протеривања и етничког чишћења, чији је циљ био насилна бугаризација или протеривање (или чак убијање) осталих Грка. Покренута је масовна кампања бугаризације у којој су депортовани сви грчки званичници (градоначелници, земљопоседници, индустријалци, школски наставници, судије, адвокати, свештеници, хеленски службеници жандармерије). Забрањена је употреба грчког језика, а називи градова и места били промењени. Чак су и надгробни споменици са грчким натписима били обрушени.
Бугарска влада покушала је да промени етнички састав региона, агресивним отимањем земље и кућа од Грка у корист досељеника доведених из Бугарске, и увела присилни рад и економска ограничења на активности грчких бизнисмена, у покушају да их натера да мигрирају у немачке и италијанске окупиране делове Грчке. Тако су људи лишавани права на рад системом лиценцирања који је забрањивао бављење занатом или професијом без дозволе. Уведен је принудни рад, а власти су одузимале имања грчким земљопоседницима и давале њихову земљу бугарским сељацима (многи од њих су били силом доведени из Бугарске као досељеници).
Ове политике довеле су до покушаја протеривања Бугара спонтаним и лоше организованим устанком у Драми крајем септембра 1941. (првенствено вођеним од стране Комунистичке партије Грчке) који је, међутим, сузбила Бугарска војска, и потом спровела масовне репресалије над грчким цивилима. Крајем 1941. више од 100.000 Грка побегло је из бугарске окупационе зоне. Бугарске колонисте подстакли су да се населе у Источној Македонији и Тракији владиним кредитима и подстицајима, укључујући куће и земљу одузету староседеоцима.
Покушаји бугарске владе да задобије лојалност локалног становништва словенског говорног подручја и регрутовање сарадника међу њима ипак су постигли одређени успех, при чему су Бугари дочекивани као ослободиоци, али етнички састав региона значио је да се огромна већина становника активно опирала окупаторима. Источна Македонија и Тракија су имали етнички мешовито становништво до почетка 20. века, укључујући Грке, Турке, Словене (неки од њих су се идентификовали као Грци, други као Бугари), Јевреје и Помаке (муслиманска словенска група). Међутим, током међуратног периода, етнички састав становништва региона драстично је промењен, пошто су се грчке избеглице из Анадолије населиле у Македонији и Тракији након размене становништва између Грчке и Турске. То је значило да само мала мањина говорника словенске групе језика може бити намамљена да сарађује са окупаторима.
Због оштре окупационе политике, оружани отпор у бугарској зони био је жесток и уживао је готово универзалну подршку цивила, грчки герилски вође попут Антониса Фостеридиса ангажовали су бугарску војску у многим биткама, па чак су и продрли у саму Бугарску, нападајући и пљачкајући села. Међутим, 1943. године започели су оружани сукоби између грчких комунистичких и десничарских група, са циљем да се осигура контрола региона након очекиваног повлачења Бугарске.
Било је врло мало случајева сарадње муслиманске мањине у Западној Тракији, која је углавном живела у префектурама Комотини и Ксанти.

#### Бугарске активности у Македонији
Бугарска влада је такође покушала да прошири свој утицај на централну и западну Македонију. Немачка врховна команда одобрила је оснивање бугарског војног клуба у Солуну, а бугарски официри су организовали снабдевање храном и намирницама за становништво словенског говорног подручја у овим регионима, с циљем регрутовања сарадника и прикупљања обавештајних података о томе шта се дешавало у немачким и италијанским зонама окупације. Бугарски клуб је 1942. године затражио помоћ од Врховне команде у организовању оружаних јединица међу тим становништвом, али су Немци у почетку били врло сумњичави. Искористивши италијанску неспособност и немачку потребу за слањетрупа на друге фронтове, Софија од 1943. године покушава да прошири контролу над остатком Македоније. После италијанског слома 1943. године, Немци су дозволили Бугарима да интервенишу у централној грчкој Грчкој, над подручјем између Струме и Вардара. Ситуација је такође приморала Немце да преузму контролу над Западном Македонијом са повременим интервенцијама бугарских трупа. У то време грчке герилске снаге, посебно левичарска Народноослободилачка војска Грчке (ЕЛАС), добијале су све већу подршку у том подручју. Као резултат, оружане колаборационистичке милиције састављене од пробугарских словеначких говорника, познате као Охрана, формиране су 1943. године у окрузима Пела, Лерин и Костур. Такве јединице су се придружиле ЕАМ-у 1944. године пре краја окупације.

#### Бугарско повлачење
Совјетски Савез је објавио рат Краљевини Бугарској почетком септембра 1944. Бугарска се повукла из централних делова грчке Македоније након просовјетског пуча у земљи 9. септембра 1944. Тада су објавили рат Немачкој, али Бугарска војска је остала у Источној Македонији и Тракији, где је средином септембра било неколико ограничених напада повлачења немачких трупа. Бугарска се надала да ће задржати ове територије и након рата. Совјетски Савез је такође у почетку веровао да је могуће укључити барем Западну Тракију у послератне границе Бугарске и тиме обезбедити стратешки излаз у Егејско море. Али Уједињено Краљевство, чије су трупе истовремено напредовале према Грчкој, изјавило је да је повлачење бугарских трупа са свих окупираних територија предуслов за споразум о прекиду ватре са Бугарском. Као резултат тога, 10. октобра, бугарска војска и администрација започели су евакуацију и након две недеље повукли су се из тог подручја. У међувремену је око 90.000 Бугара напустило то подручје, готово половина од њих били су досељеници, а остатак мештани. Административну власт већ владајући бугарски комунистички партизани предали су локалним одељењима ЕЛАС-а.
Током 1945. бившим бугарским властима, укључујући и оне у Грчкој, суђено је пред „Народним судовима“ у послератној Бугарској због њихових поступака током рата. Генерално је хиљаде људи осуђено на затвор, док је око. 2.000 осуђено на смртне казне.

#### Политике на регионалном нивоу
Многи славофони Македоније, посебно из Костура и Лерина, сарађивали су са снагама Осовине и отворено се изјашњавали за Бугарску. Ови Славофони су себе сматрали Бугарима. У прве две године окупације, група ове заједнице веровала је да ће Осовина победити у рату, што ће довести до пропасти грчке владавине у региону и анексију Бугарске. Прва некомунистичка организација отпора која се појавила на том подручју имала је за главне противнике чланове мањина које говоре армунски и словенски језик, као и комунисте, а не саме Немце. Због снажног присуства немачких трупа и општег неповерења Грка у славофоне, комунистичке организације ЕАМ и ЕЛАС имале су потешкоће у Лерину и Костуру. Већина словенских говорника у Македонији након средине 1943. године придружила се ЕАМ-у и било им је дозвољено да задрже своју организацију. Октобра 1944. дезертирали су и отишли у Југославију. У новембру 1945. године, након завршетка рата, неки од њих су покушали да заузму Лерин, али их је ЕЛАС спречио.

## Осовински злочини
Све већи напади партизана у последњим годинама окупације резултирали су бројним егзекуцијама и масовним убијањима цивила у одмазди. Немци су укупно погубили око 21.000 Грка, Бугари око 40.000, а Италијани око 9.000. До јуна 1944. године, силе Осовине су „извршиле рацију на 1.339 градова, вароши и села, од којих је 879, односно две трећине, потпуно уништено, а више од милион људи остало је без домова“ (П. Воглис) током њихових антипартизанских акција, углавном у областима Средишње Грчке, Западне Македоније и бугарске окупационе зоне.
Најзлогласнији примери у немачкој зони су примери села Комено 16. августа 1943. године, где је 1. брдска дивизија погубила 317 становника, а село запалила, затим „Холокауст у Вјаносу“ 14. - 16. септембра 1943. године, у којем је 22. пешадијска дивизија погубила преко 500 цивила из неколико села у регионима Вјанос и Јерапетра на Криту, „масакр над Калавритом“ 13. децембра 1943. године, у којем су трупе Вермахтове 117. ловачке дивизије извршиле истребљење целокупне мушке популације и накнадно потпуно уништиле град, „масакр у Дистому“ 10. јуна 1944, где су јединице 4. СС полицијске панцергренадирске дивизије опљачкале и спалиле село Дистомо у Беотији што је резултирало смрћу 218 цивила, „масакр у Лингијади“ 3. октобра 1943. где је немачка војска убила скоро 100 људи у селу Лингијада, 13 километара од Јањине, и „Холокауст Кедроса“ 22. августа 1944. на Криту, где су погубљена 164 цивила и девет села је гранатирано након пљачке. У исто време, током усклађене антигерилске кампање, стотине села систематски су паљене, а скоро 1.000.000 Грка остало је без домова.
Још два запажена дела бруталности били су масакри над италијанским трупама на Кефалонији и Косу у септембру 1943. године, током немачког преузимања италијанских окупационих области. У Кефалонији, италијанску дивизију Аћи од 12.000 људи напали су 13. септембра елементи 1. брдске дивизије уз подршку штука, и присилили је да се преда 21. септембра након претрпљених 1.300 жртава. Сутрадан су Немци започели егзекуцију својих затвореника при чему је стрељано више од 4.500 Италијана. Отприлике 4.000 преживелих стављено је на бродове за копно, али неки од њих су потонули након што су ударили у мине у Јонском мору, при чему је погинуло још око 3,000 људи. Масакр на Кефалонији послужио је као инспирација за роман „Мандолина капетана Корелија“.

## Сарадња са окупатором

### Влада
Трећи рајх није имао дугорочне планове за Грчку, а Хитлер је схватио да ће успостављање марионетског режима захтевати додатни одлив немачких напора и ресурса, јер је инвазија на Совјетски Савез била неизбежна. Према извештају делегата спољне канцеларије 12. армије, Феликса Бенцлера, формирање марионетске владе није био лак задатак „јер је веома тешко наговорити квалификоване цивиле да учествују у било ком облику“. Најутицајније грчке личности једва да су желеле да се поново врате у јавни живот у таквом тренутку, док је атински архиепископ Хрисантос одбио да буде марионета сила Осовине. Сумњајући у способност Грка да не изазивају проблеме, Осовина је одлучила да ускрати међународно признање новом режиму, који је током свог постојања био без министра спољних послова.
Генерал Георгиос Цолакоглу - који је са Вермахтом потписао уговор о примирју - именован је за премијера нацистичког марионетског режима у Атини. Ни Цолакоглу ни његов кабинет једнако неискусних генерала нису имали претходно политичко искуство. Цивилни министри такође су били неимпресивна група без политичке позадине. Сама влада била је поремећена унутрашњим споровима и грчка јавност је имала недовољно поштовање према њој, посебно након што су Италијани заменили Немце у већем делу земље у јуну 1941. Марионетска влада држана је под строгом контролом сила Осовине. Двоје опуномоћеника Осовине, Гунтер Алтенбург и Пелегрино Гиђи, имали су моћ да именују и разрешавају дужности грчке званичнике и били су кључне цивилне личности у обликовању политике Осовине према Грчкој. Поред тога, није постојала јасна разлика између цивилне и војне управе, док је чак и војна управа била подељена на различите секторе (италијанска 11. армија, немачка 12. армија, „тврђава Крит“ итд.) . У децембру 1942. године, Цолакологлуа је наследио Константинос Логотетопулос, професор медицине чија је главна квалификација за премијера била његов брак са нећакињом немачког фелдмаршала Вилхелма Листа. Јоанис Ралис постао је шеф режима од априла 1943. године и био је одговоран за стварање грчких колаборационистичких Сигурносних батаљона.

### Цивилна управа и оружане групе
Као и у другим европским земљама, било је Грка спремних да сарађују са окупаторским снагама. Међутим, мало је припадника Сигурносних батаљона делило пронемачку идеологију. Већина се уверила да су Британци одобрили антикомунистичку активност, други су се пријавили због опортунистичког напретка, док је већина њих потицала из проројалистичког порекла.
Окупационе власти нису биле вољне да наоружају потенцијалне групе спремне да се боре против отпора левичарске ЕАМ-а због одсуства фашистичког покрета у Грчкој, као и опште ненаклоњености грчког становништва Немцима. Фашистичке организације које су подржали Немци биле су Национална унија Грчке (грч. Ethniki Enosis Ellados, EEE), EKK (грч. Ethnikon Kyriarchon Kratos), Грчка националсоцијалистичка партија (грч. Elliniko Ethnikososialistiko Komma, EEK) коју је предводио Ђорђе С. Меркурис и друге мање про-нацистичке, фашистичке или антисемитске организације као што су Хеленска социјалистичка патриотска организација (ЕСПО) или "Гвоздени мир" (грч. Sidira Eirini). Сарадња државних службеника са отпором, посебно ЕАМ-ом, догодила се и пре него што се развио широки покрет отпора.
Пре инвазије, Грчка је била подељена на 37 префектура. Након окупације, префектуре Драма, Кавала, Родопи и Сер биле су припојене Бугарској и више нису биле под контролом грчке владе. Преостале 33 префектуре имале су истовремено војну управу италијанских или немачких трупа. У 1943. години Атика и Беотија су подељене у одвојене префектуре.

## Отпор

### Избијање отпора
Мало је Грка активно сарађивало са нацистима: већина је изабрала пут пасивног прихватања или активни отпор. Активни грчки отпор започео је одмах пошто су многи Грци побегли у брда, где је рођен партизански покрет. Каже се да се једна од најдирљивијих епизода раног отпора догодила непосредно након што је Вермахт 27. априла стигао до Акропоља Немци су наредили чувару заставе Евзону Констандиносу Кукидису да скине грчку заставу. Грчки војник је послушао, али када је завршио, умотао се у заставу и бацио се са висоравни на којој је и умро. Неколико дана касније, када се нацистичка застава вијорила на јарболу на горњем месту Акропоља, два атинска младића, Манолис Глезос и Апостолос Сантас, ноћу су се попели на Акропољ и срушили заставу.
Први знаци активности оружаног отпора манифестовали су се у северној Грчкој, где је незадовољство бугарским анексијама било велико, почетком јесени 1941. Немци су брзо реаговали, запаливши неколико села и погубивши 488 цивила. Бруталност ових репресалија довела је до слома раног герилског покрета. Оживљен је 1942. у много већем обиму. Први догађај који је наговестио почетак организоване, оружане опозиције окупационим снагама догодио се у септембру 1942, када је Панхеленска унија борбене омладине (ПЕАН), десничарска грчка организација отпора, минирала клуб Грчке фашистичке странке (ЕЕЕ) у центру Атине. Од тог месеца напади на особље Осовине постали су чешћи.
Дана 25. новембра, отпор је заједно са британском мисијом уништио мост Горгопотамос у средњој Грчкој, онемогућивши осовинске испоруке на Северноафрички фронт. До марта – априла, андартеси су започели директне нападе на италијанска стражарска места и касарне, док је 16. априла у италијанском извештају наведено да „контрола над североистоком, центром и југозападом Грчке постаје врло несигурна, да не кажемо непостојећа".

### Главне групе отпора
Народноослободилачки фронт (ЕАМ) основан је 27. септембра 1941. године. То је била номинално организација "народног фронта" коју је чиниле коалиција Комунистичке партије грчке (ККЕ) и још пет левичарских партија. ЕАМ је практично контролисала Комунистичка партија, иако је у почетку тајна и генерално непопуларна комунистичка партија била успешна у прикривању ове чињенице. До септембра 1943. завршена је реорганизација ЕЛАС-ових појасева дуж конвенционалних линија, а снага ЕЛАС-а била је око 15.000 бораца са додатних 20.000 резервиста. Војно крило ЕАМ-а била је Народноослободилачка војска Грчке (ЕЛАС). Њен први герилски састав формиран је у централној Грчкој, под вођством Ариса Велухиотиса, декларисаног комунисте. ЕАМ се повећавао и његов централни комитет тражио је искуснију војну личност која би преузела команду. Наполеону Зервасу, вођи супарничке герилске групе, понудили су вођство али нису успели да га примаме да се придружи ЕЛАС-у. Место је преузео Стефанос Сарафис, бивши официр грчке војске и некомуниста. Одмах по преузимању команде над ЕЛАС-ом, Сарафис је започео реформу својих случајно организованих и командованих чета. На крају, ЕАМ је обухватао 90% грчког покрета отпора, имао је укупно чланство од преко 1.500.000 људи, укључујући 50.000 наоружаних герилаца, и контролисао већи део руралне континенталне Грчке и привукао велики број некомуниста. Први контакт између совјетских официра и чланова Комунистичке партије и снага ЕАМ-ЕЛАС догодио се 28. јула 1943.
Националну републиканску грчку лигу (ЕДЕС) предводио је Наполеон Зервас, бивши војни официр и републиканац. ЕДЕС је формиран 9. септембра 1941. године и на почетку је био темељито републикански и антимонархистички, али је такође привукао неколико монархиста и других десничарских присталица. Британци су били кључни у развоју ЕДЕС-а, надајући се да ће он постати противтежа ЕЛАС-у. Током читавог периода окупације, Зервас није покушао да промени своју доктрину и ЕДЕС је очигледно остао герилска сила. Његова главна позорница била је Епир. Будући да је то био посебно сиромашан округ, већину логистичке подршке пружили су Британци. Када је ЕДЕС коначно расформиран у јесен 1944. године, имао је око 12.000 бораца, уз 5.000 резервиста. Друга оружана група отпора била је Национално и социјално ослобођење (ЕККА), коју је предводио пуковник Димитриос Псаррос. Генерално, већина главних герилских група била је барем умерено републиканске оријентације, док је грчка влада у егзилу била повезана са монархизмом, Метаксасковом диктатуром, дефетизмом и препуштањем домовине освајачу.

### Развој догађаја и назирање грађанског рата
Од самих почетака, ЕЛАС је настојао да апсорбује или елиминише остатак грчких група отпора и постигао је одређени успех у том напору. Чврсто је успоставио и одржао очигледну предност над ривалима у погледу укупног броја, организације и количине контролисане територије. ЕЛАС-ово погубљење лидера супарничког ЕККАС-а, Димитриоса Псароса, касније у пролеће 1944, био је типичан пример његове безобзирне одлучности да монополизује оружани отпор. Генерално, ЕЛАС се сукобљавао са осталим групама отпора готово онолико често колико и са окупационим снагама. Велухиотиса су велики део ЕАМ / ЕЛАС-а и Комунистичке партије су сматрали сумњичавим. Његова рана предност у отпору постигнута је примерним погубљењима и мучењем издајника, доушника и других. Критичари ЕЛАС-а такође су оптужили Велухиотиса, тврдећи да организација није била изнад отвореног договора са Осовином. У међувремену, 9. марта 1943. Зервас је одбацио ЕДЕС-ов ранији републиканизам лојалности прогнаном краљу Ђорђу. Тако је успео да оствари ближе везе са британском мисијом. Предајом Италије у септембру 1943. године, италијанске снаге у Грчкој предале су се или штабу Заједничког отпора (састављеном од ЕЛАС-а, ЕДЕС-а, ЕККА-е и Британаца) или Немцима.
ЕАМ је оптужио своје супарничке организације, а посебно ЕДЕС, за сарадњу са окупационим снагама. Међутим, ова оптужба још увек није била основана, барем у погледу герилског огранка ЕДЕС-а. Десничарске групе отпора, укључујући ЕДЕС, нису имале организациони апарат широм државе и нису следиле доследну стратегију, док је њихова релативна слабост у поређењу са ЕАМ-ом резултирала потпуном зависношћу од Британаца и тајном сарадњом са Осовином. Временом су Централни комитет ЕДЕС-а и политички апарат у Атини, којим је управљао Стилијанос Гонатас, постајали све неефикаснији, удаљавајући се од гериле ЕДЕС-а у планинама (на челу са Зервасом) и започињући непријатељство са њима због Гонатасове подршке колаборационистичким Сигурносним батаљонима. ЕДЕС је позвао на будући демократски устав и кажњавање ратних сарадника.
Дана 12. октобра 1943. елементи ЕЛАС-а напали су јединице ЕДЕС-а у планинама Тесалије, започињући оно што је назвало „Прва рунда“ грчког грађанског рата. Као резултат тога, ЕДЕС је био ограничен на Епир, Зервасово родно место, и успео је да опстане само захваљујући британској подршци. Британски званичници изјавили су да ће Немци ускоро напустити земљу и да „по сваку цену Грчка не сме постати комунистичка ".
Током овог периода, британска обавештајна служба сумњала је на отпор ЕАМ / ЕЛАС због сарадње са Осовином. Чак је ЕАМ / ЕЛАС одбио да пружи подршку британским јединицама, а у неким приликама их је издао и Немцима. Постоје документарни докази да је Зервас имао одређених споразума са заповедницима Осовине и да се уз британску подршку окренуо против ЕЛАС-а током прекида ватре са Немцима. Зервас је несумњиво имао за циљ да се реши Осовине, али су му недостајали квалитети и организациона подлога да формира снажан покрет отпора и видео је ЕДЕС као средство за борбу против окупационих трупа и унапређење сопственог положаја. За Зервас је главни приоритет био ЕАМ / ЕЛАС. Извештаји које је 10. августа 1943. послао немачки начелник штаба у Ђанини сугеришу да верује да је Зервас био „лојалан“ њиховим операцијама. Према немачким послератним сведочењима, отпор је привремено био ограничен у Епиру а локално становништво је било терорисано делом због репресалија и погубљења у Парамитији у септембру 1943. Током периода од октобра 1943. до октобра 1944. Зервас је непрестано одбијао активну сарадњу иако је фаворизовао привремену сарадњу. Према немачким евиденцијама, завера немачко-Ралијеве колаборационистичке владе и Британаца није се могла одржати. Ова политика сарадње омогућила је Немцима да концентришу своје операције против ЕЛАС-а. Зервасове проројалистичке тенденције и блиска сарадња са Немцима и Британцима уништили су почетну ЕДЕС-ову републичку и демократску идеологију. Током 1944. чланство у ЕДЕС више није представљало антимонархисте, већ је одражавало широк спектар десничарских снага које су се супротстављале и Немцима и ЕЛАС-у. Немачки извештај од 17. јула 1944, наводи да је „уништавање ЕДЕС-овог џепа“ од виталног значаја.

### Последњи месеци окупације Осовине
Дана 29. фебруара 1944. године на мосту Плака у Пиндима потписан је споразум између оружаних група грчког отпора: ЕАМ, ЕДЕС и ЕККА. Према овоме, договорили су се да се уздрже од међусобних напада и да ће сви будући напори бити усмерени против Немаца, а не једни против других. Ово је означило крај „Прве рунде“ грчког грађанског рата. На конференцији у Либану од 17. до 20. маја 1944. године, на којој су учествовали представници свих организација отпора и грчке владе у егзилу, договорено је уједињење свих група отпора под „Владом националног јединства“, на челу са Георгиосом Папандреуом. ЕАМ-ЕЛАС је добио једну четвртину места у новој влади.
ЕЛАС, и у мањој мери ЕДЕС и остале преживеле групе отпора, преузели су контролу над селом, али све групе су се уздржале од покушаја да преузму контролу над подручјем Атине и Пиреја, у складу са својим претходним споразумима. У „Споразуму из Касерте“, потписаном 26. септембра 1944. године, ЕДЕС, ЕЛАС и грчка влада у емиграцији сложили су се да своје снаге ставе под команду британског генерал-потпуковника Роналда Скобија, одређеног за представљање савезничке врховне команде у Грчкој, у сврху истеривања Осовине из Грчке. ЕЛАС и ЕДЕС такође су се сложили да дозволе искрцавање британских снага у Грчкој, да се уздрже од било каквих покушаја да сами преузму власт и подрже повратак грчке Владе националног јединства под Георгиосом Папандреуом.

## Холокауст у Грчкој
Пре Другог светског рата, у Грчкој су постојале две главне групе Јевреја: раштркане романиотске заједнице које су у Грчкој постојале од антике, и отприлике 56.000 припадника заједнице Сефардија у Солуну, потомци првобитних Јевреја који су бежали од шпанске инквизиције којима је османски султан Бајазит II, гарантовао сигурно склониште, наредивши свим регионалним гувернерима да на њихове обале дочекају јеврејске избеглице, док су и каснији османски владари настављале политику давања држављанства и склоништа Јеврејима који су бежали од прогона хришћанских владара.
Грчки Јевреји изворно су били углавном Романиоти који су говорили грчким дијалектом – јудео-грчким, али масовним доласком Сефарда из Шпаније, многи од њих постали су асимилирани у нову доминантну сефардску културу и ладино језик међу јеврејском заједницом. Јевреји су вековима чинили већину у Солуну, и то су остали до краја османске владавине уочи Балканских ратова, иако је та већина изгубљена јер је јеврејска заједница спала са 90.000 на 56.000 након слома Османског царства, укључујући антијеврејску (и антиладино) дискриминацију, конфискацију земље, Велики пожар у Солуну (1917) и обнову након које је расељена јеврејска заједница. Јеврејске заједнице Атине, острва и Епира интегрисане су у грчки јавни живот, док је слика била сложенија у традиционалној солунској заједници која је говорила ладино језиком. Иако је грчка јеврејска заједница била навикнута на јеврејско-хришћанске тензије које су често избијале због економског ривалства, биле су потпуно неспремне за облике антисемитизма који су дошли са Немцима.
Упркос одређеној помоћи околног грчког становништва, оно што је остало од јеврејске заједнице у Солуну било је готово у потпуности уништено холокаустом, преживело је само 1.950 појединаца. Само једна јеврејска породица из Солуна, која се некада звала „мајка Израела", преживела је нетакнута.
Укупно је страдало најмање 81% (око 60 000) укупног грчког предратног јеврејског становништва, с тим да се тај проценат кретао од 91% у Солуну до 50% у Атини, а мање у другим провинцијским областима попут Волоса (36%). Ниска стопа у Волосу била је због координације рабина Песаха са бискупом регије, којег је немачки конзул поставио у Волосу, и деловањем локалне грчке заједнице која им је пружала ресурсе током скривања. У бугарској зони стопа смртности Јевреја премашивала је 90%. На Закинтосу, је преживело свих 275 Јевреја, скривених у унутрашњости острва.

### У Немачкој зони окупације
Када су направљене окупационе зоне, Солун је прешао под немачку контролу, док је Тракија пала под бугарску контролу. Грчка војска евакуисала је Солун почетком 1941. године, а становништво је позвано да се опскрби залихама у припреми за тешка времена која предстоје, пре доласка Немаца, локални антисемити почели су да објављују упозорења јеврејским предузећима говорећи „Јевреји нису добродошли овде". Немачка окупација града започела је 8. априла 1941. Дана 15. априла јеврејско руководство у граду је ухапшено, а у јуну је команда Розенбург започела одузимање јеврејских културних добара, укључујући рукописе и уметничке предмете, и слала их у Немачку. Значајне потешкоће догодиле су се током зиме 1941–1942, када су пристизале избеглице из унутрашњости грчке Македоније и Тракије, залихе хране су биле потрошене што је изазвало појаву глади и избијање тифуса, комбиновано са погубљењима јеврејског становништва које су спроводили Немци, током неких делова зиме дневно је умирало 60 Јевреја. Немци су се потрудили да шире антисемитско осећање међу локалним становништвом и оживели су локалне антисемитске публикације које су биле забрањене под Метаксасовим режимом.
Нирнбершки процеси нису обухватали случајеве из прве године немачке окупације нити су спровођене било какве посебне антисемитске мере, иако је било неких неорганизованих инцидената локалних антисемита. Међутим, од 1937. године, али посебно током ове године, Немци су предузели систематску истрагу јеврејске заједнице и њених добара, што је укључивало и Ханса Риглера, полугрчког полунемачког агента који се претварао да је британски Јевреј по имену Вилијам Лајонс, и његову свеобухватну мрежу доушника која је прикупила све потребне информације о појединцима и вредној имовини.
У јулу 1942. године принудни рад је јеврејском становништву наметнуо доктор Макс Мертен, немачки главни цивилни администратор Солуна. Мертен је наредио свим Јеврејима између 18 и 45 година да се јаве на трг Елефтериос у 8 ујутру. У „ритуалном понижавању“ по екстремној врућини, потпуно наги, 9.000 мушкараца било је принуђено да учествује у „вежби за гимнастику“ у трајању од шест и по сати, под претњом да ће их претући, бичевати или устрелити уколико не учине како им је речено. Били су принуђени да све време гледају право у сунце, а ако би затворили очи, били би бичевани или на други начин кажњени. „Дрил“ је такође подразумевао трчање на велике даљине, пузање, ваљање у прашини и извођење салта. Током следећих дана више мушкараца је умрло од крварења у мозгу или менингитиса.
У октобру 1942, Мертен је спровео мере за одузимање било којих предмета од вредности (накит, итд.) из јеврејске заједнице. Мертен, тада 28-годишњак, био је „пре свега изнуђивач“. Дозволио је изузећа од свог програма присилног рада за велике новчане износе. Јевреји су плаћали готовином стрпаном у вреће које су у његову канцеларију довозила колица. Главни рабин Солуна, Зеви Корец био је „наивни партнер“ Мертена, пристао је на све Мертенове захтеве, мислећи да тиме спасава свој народ од истребљења, међутим, упркос својој доброј намери, Немцима је олакшао спровођење њихових планова.
У децембру 1942. године опљачкана су јеврејска гробља. Немци су срушили старо јеврејско гробље у Солуну, које је датирало још од шпанских протеривања Сефарда из 15. века, како би древни надгробни споменици могли да се користе као грађевински материјал за тротоаре и зидове. Такође су коришћени за изградњу јавних купатила и базена у граду. Место старог гробља данас заузима студентски град Аристотеловог универзитета у Солуну.
Од 1943. Јевреји у немачким зонама окупације били су приморани да носе Давидову звезду, а њихова пребивалишта су такође била слично обележена, тако да су их могли лако идентификовати и даље изоловати од остатка грчког друштва. Јеврејске породице су избачене из својих домова и ухапшене, док је штампа под контролом нациста окренула јавно мњење ширећи антисемитизам против њих. Како се ближило пролеће, Јевреје су потискивали у гета, од којих се највеће звало „Барон Хирш“, према јеврејском градитељу железничких пруга у Хабзбуршком царству. У овом логору, почетком марта, 2.500 Јевреја је смештено у 593 мале собе. Натписи исписани на грчком, немачком и ладинском упозоравали су Јевреје да не излазе и нејеврејско становништво да не улази претњом смрћу. Током целе ноћи немачки официри су присиљавали јеврејске затворенике да изводе традиционалне плесове како би их „забављали". На крају њиховог боравка, пруга до Солуна коју је изградио историјски барон Хирш, а која је првобитно имала за циљ да помогне Јеврејима да побегну од руских погрома, коришћена је за слање солунских Јевреја на север у логор Аушвиц.
Упркос упозорењима о предстојећим депортацијама, већина Јевреја није била вољна да напусти своје домове, иако је неколико стотина успело да побегне из града. Немци и Бугари започели су масовне депортације у марту 1943. године, шаљући Јевреје из Солуна и Тракије у далеке логоре смрти Аушвиц и Треблинка. До лета 1943. Јевреји из немачке и бугарске зоне су нестали, а остали су само они у италијанској зони. Јеврејска имовина у Солуну подељена је грчким „домарима“ које је изабрао специјални комитет „Служба за располагање јеврејском имовином“ (ЈДИП). Уместо да дају станове и предузећа многим избеглицама, они су најчешће давани пријатељима и рођацима чланова одбора или сарадника.

### У Италијанској окупационој зони
У септембру 1943. године, након италијанског колапса, Немци су усмерили пажњу на Атинске Јевреје и остатак Италијанске окупационе зоне. Тамо њихова пропаганда није била толико ефикасна, јер су старе романиотске јеврејске заједнице биле добро интегрисане у православно грчко друштво и нису се лако могле издвојити од хришћана, који су пак били спремнији да се одупру захтевима немачких власти. Атински архиепископ Дамаскинос наредио је својим свештеницима да траже од својих заједница да помогну Јеврејима и послао је протестно писмо колаборационистичким властима и Немцима. Многи православни хришћани су ризиковали животе скривајући Јевреје у њиховим становима и домовима, упркос претњи затвором. Чак је и грчка полиција игнорисала упутства да Јевреје преда Немцима. Када су се лидери јеврејске заједнице обраћали премијеру Јоанису Ралису, он је покушао да ублажи њихов страх рекавши да су Солунски Јевреји били криви за субверзивне активности и да је то разлог што су депортовани.
У исто време, Елијас Барзилај, велики атински рабин, позван је у Одељење за јеврејске послове и речено му је да преда списак имена и адреса чланова јеврејске заједнице. Уместо тога, уништио је евиденцију заједнице, спасивши тако животе хиљада атинских Јевреја. Саветовао је атинским Јеврејима да побегну или се сакрију. Неколико дана касније, борци ЕАМ-ЕЛАС извукли су из града самог рабина који се придружио отпору. ЕАМ-ЕЛАС је помогао стотинама Јевреја да побегну и преживе (посебно официр Стефанос Сарафис), од којих су многи остали у отпору као борци и / или интерпретатори.

### У Бугарској зони окупације
У марту 1943. бугарске окупационе власти окупиле су велику већину јеврејског становништва, 4.058 од 4.273 и послале их у локалне стационаре. У почетку су их возом слали у концентрационе логоре у Бугарској. Држани под нехуманим условима, Бугари су их обавестили да ће бити послати у Палестину. Међутим, депортовани нису поверовали у то. Осим петорице који су умрли у бугарским логорима, остали су послати у логор смрти Треблинку где су умрли током наредних дана. До краја марта истребљено је 97% локалне јеврејске заједнице.

## Ослобођење и последице
Црвена армија је 20. августа 1944. године напала Румунију. Румунска војска се распала, немачка 6. армија је опкољена и уништена док се немачка 8. армија повукла у Карпате. Убрзавање колапса био је пуч у Букурешту 23. августа 1944. када је краљ Михај разрешио дужности маршала Јона Антонескуа на месту премијера и објавио рат Немачкој. У року од неколико дана, већи део Румуније окупирао је Совјетски Савез, укључујући најважније, нафтна поља Плоештија, која су била најважнији немачки извор нафте. Немачка је окупирала Грчку 1941. године из страха да ће британски бомбардери са седиштем у Грчкој бомбардовати румунска нафтна поља и лишити Рајх нафте која је покретала његову ратну машину. Дана 23. августа 1944. године, на састанку у свом седишту, Адолф Хитлер рекао је фелдмаршалу Максимилијану фон Вајхсу, заповеднику немачких снага на Балкану, да са изгубљеним румунским нафтним пољима сада више нема смисла да држи окупирану Грчку и да он треба одмах започети припреме за повлачење из Грчке.
Немачке трупе евакуисале су се из Атине 12. октобра 1944. године, а до краја месеца повукле су се из континенталне Грчке. Прве британске трупе под вођством генерала Скобија стигле су у Атину 14. октобра 1944. Четири дана касније, грчка влада у егзилу вратила се у грчку престоницу. Убрзо је избио сукоб између монархистичке деснице и републиканске и комунистичке левице, упркос иницијативама премијера Георгиоса Папандреуа. Влада је 1. децембра одредила да се разоружају све герилске групе. Дана 2. децембра, шест министара ЕАМ-а у Влади националног јединства поднело је оставку у знак протеста, а 4. децембра и сам Папандреу. Нову владу формирао је Темистоклис Софулис. Непосредни повод за борбу била је несанкционисана демонстрација ЕАМ-а на атинском тргу Синтагма у недељу, 3. децембра 1944. године, која је постала силовита када је избила пуцњава. У међувремену, генерал Скоби је одмах наредио свим јединицама ЕЛАС-а да напусте Атину у року од седамдесет два сата, а следећег дана је прогласио ванредно стање. Сукоби су се завршили у ноћи 5. јануара, а ЕЛАС је започео опште повлачење из грчке престонице.
Преговори између новоосноване грчке владе и ЕАМ закључени су 12. фебруара 1945. уговором из Варкизе. То је пружало привремени предах од ратовања, али Грчка је била у рушевинама. Земља је остала политички подељена и нестабилна. Неколико левичарских личности, пријатељских према бившим Сигурносним батаљонима, постављено је на кључне положаје у Министарству рата, док су предлози о дозволи бившим андартесима да уђу у нову Националну гарду били одбијени. Ова политика је учинила непристрасно решење безбедносних проблема Грчке практично немогућим и поткопала моралну основу британске доктрине о неуплитању у унутрашње грчке послове. Британско Министарство спољних послова такође се плашило совјетског утицаја у Грчкој. Такав развој догађаја разбеснео је део чланова ЕАМ-а. Један од њих био је Велухиотис којег је такође проказала Комунистичка партија и одлучио је да настави своју герилску активност. После неколико месеци, владине јединице су га заробиле и погубиле. Званична политика према сарадницима Осовине била је блажа и колебљивија него било где другде у Европи. Алекандрос Ламбу, следбеник Пангалоса и шеф специјалне сигурносне полиције током ратног периода, осуђен је на смрт, али већина његових саоптужених добила је кратке затворске казне. Током 1945. године, више од 80.000 људи је процесуирано. Судије, од којих су многи служили током периода окупације, строго су осуђивале левичаре, а блаже ратне сараднике. Обавештајне службе САД и Велике Британије успротивиле су се именовању Зерваса за министра позивајући се на сумње у његову сарадњу са нацистичком Немачком.
Опоравак Грчке од разарања у Другом светском рату и окупације Осовине знатно је заостајао за остатком Европе. Око 8% грчког становништва (око 560.000) умрло је током сукоба и окупације. Санитарни услови били су веома лоши, а здравље оних који су преживели угрожено је поновним порастом маларије и туберкулозе, недостатком лекова и медицинског материјала, неадекватном исхраном и непредузимањем превентивних мера. Четвртина села је спаљена, а преко 100.000 зграда уништено или тешко оштећено. Готово 700.000 од укупног грчког становништва били су избеглице и нису имали основне животне потребе. Глад је 1945. године уско избегнута само масовном помоћи коју су пружали савезници и Управа Уједињених нација за помоћ и рехабилитацију (УНРРА). У другој половини 1945. године УНРРА је испоручила Грчкој око 171 милион долара робе. У првој години након ослобођења УНРРА и савезници обезбедили су преко 1,7 милиона тона хране. Ипак, показало се да је минимални дневни оброк од 2.000 калорија немогуће обезбедити.

## Утицај на послератну културу
Окупација Грчке, тачније грчких острва, појављује се у неколико књига и филмова на енглеском језику, заснованих на стварним нападима специјалних снага, попут Несрећно се срели под месечином, Критски тркач, измишљених попут Топови Наваронеа, Бекство из Атине, Они који се усуде  (1954), Мандолина капетана Корелија. Значајни грчки филмови који се односе на период, рат и окупацију су Немци поново нападају, Шта си радио у рату, Танаси? и Поручник Наташа. Италијански филм Медитеранео, који је 1991. године освојио Оскара за најбољи међународни филм, говори о идиличном грчком острву на којем становници прихватају 8 италијанских окупатора у свој свакодневни живот.